# 布魯克帕克鎮區 (明尼蘇達州派恩縣)
布魯克帕克鎮區（英語：Brook Park Township）是位於美國明尼蘇達州派恩縣的一個行政鎮區。

## 地方資料
布魯克帕克鎮區的面積為77.88平方千米，皆為陸地。根據2020年美國人口普查的數據，當地共有人口475人，而人口密度為每平方千米6.1人。